# 黒川正剛
黒川 正剛（くろかわ まさたけ、1970年 - ）は日本の西洋史学者。太成学院大学教授。

## 来歴
京都市生まれ。1993年京都教育大学教育学部第二社会科学科卒、95年同大学院教育学研究科修士課程修了、2001年東京大学大学院総合文化研究科博士課程満期退学、大阪短期大学専任講師、2003年太成学院大学人間学部専任講師、2008年准教授、2012年教授。2013年「魔女とメランコリー」で博士（学術）（東京大学）。奈良県生駒市在住を公表している。

## 著書

### 単著
- 『図説魔女狩り』河出書房新社、2011年。ISBN 978-4309761619。
- 『魔女とメランコリー』新評論、2012年。ISBN 978-4794808240。
- 『魔女狩り 西欧の三つの近代化』講談社選書メチエ、2014年。ISBN 978-4062585743。
- （監修）『「魔女」の世界史 初めて明かされる"魔女"の歴史と真実』別冊宝島2409、宝島社、2015年。
- 『魔女・怪物・天変地異　近代的精神はどこから生まれたか』筑摩書房、2018年。ISBN  978-4480016713。

### 翻訳
- アン・ルーエリン・バーストウ『魔女狩りという狂気』創元社 2001。ISBN 978-4422202242。